# Премія Жінка ІІІ тисячоліття 2018
11-та церемонія вручення Всеукраїнської Премії «Жінка ІІІ тисячоліття» українкам відбулася у суботу 8 грудня 2018 року в Дніпровському академічному музично-драматичному театрі імені Тараса Шевченка за підтримки Міжнародного благодійного фонду Олександра Петровського «Солідарність».

## Номінації
Всеукраїнською премією «Жінка ІІІ тисячоліття» відзначили жінок у трьох номінаціях: «Знакова постать», «Рейтинг», «Перспектива».

### Рейтинг
Найбільше жінок було відзначено у номінації «Рейтинг».
Найбільш відомі серед них: співачка Tayanna, телеведуча Габріелла Массанга, заслужена артистка України, солістка Національної опери Сусанна Чахоян, параолімпійська чемпіонка Анна Стеценко, а також віцепрезидент Міжнародного благодійного фонду Олександра Петровського «Солідарність» Яна Іванілова, а також Яніна Різник — начальниця управління забезпеченності діяльності Дніпропетровської обласної ради, Юлія Бурдужа — засновниця фонду перетворення процесів суспільства «Універсум», Галина Шаламова — голова наглядової ради «Михайлівський райагропостач» і Людмила Войлова — мати-вихователька дитячого будинку сімейного типу м. Дніпро.

### Знакова постать
У номінації «Знакова постать» нагороду отримали Зінаїда Дубоссарська — професор, доктор медичних наук, заслужена діячка науки і техніки України, та Марина Ставнійчук — заслужена юристка України, віцепрезидент Світового конгресу українських юристів.

### Перспектива
Премією «Перспектива» нагородили 18-річну чемпіонку Європи з метання молоту Валерію Іваненко та молоду співачку Indira.

## Ведучі
Незмінно і традиційно ведучими церемонії нагородження премії були народний артист України, лауреат державної премії імені Т. Г. Шевченка Олексій Богданович та народний артист України Василь Ілащук.
Нагороди вручали відомі чоловіки, серед яких: народний артист України, композитор Олександр Злотник, народний артист України Володимир Горянський, легенда українського футболу Владислав Ващук, народний художник України Олег Пінчук, відомий український парфумер Богдан Зубченко, головний лікар Дніпровської лікарні імені Мечникова Сергій Риженко.
З концертними номерами на сцені виступили гурти «Нумер 482» та LUIKU, народний артист України Олексій Горбунов з гуртом «Грусть пилота», заслужений артист України Олег Шак, скрипаль-віртуоз з Канади Василь Попадюк, співачка і одночасно номінантка ІНДІРА, Василь Лазарович та гурт «Друга ріка».

## Особливості
Вперше після запровадження у 2012 році не вручалась премія Надія України. Також ще однією особливістю стало перенесення нагородження з Києва до міста Дніпро.